# オレゴン郡 (ミズーリ州)
オレゴン郡（英: Oregon County）は、アメリカ合衆国ミズーリ州の南部に位置する郡である。2010年国勢調査での人口は10,881人であり、2000年の10,344人から5.2％増加した。郡庁所在地はアルトン市（人口871人）であり、同郡で人口最大の都市はセイヤー市（人口2,243人）である。オレゴン郡は1845年2月14日に組織化され、郡名はアメリカ合衆国北西部のオレゴン準州に因んで名付けられた。
郡内にはマーク・トウェイン国立の森の広大な領域が入っており、州内のどの郡よりも国有林面積が多い。また連邦政府が保護する原生地アイリッシュ原野もある。オザーク・トレイルやホワイツクリーク・トレイルなど散策のコースも豊富にある。州内唯一の国立原生景観河川であるイレブンポイント川ではカヌーや釣りが楽しめる。
セイヤーの西にあるグランドガルフ州立公園には崩壊したカルスト地形の峡谷がある。

## 歴史
南北戦争の時、オレゴン郡の住人が3つの機会に南軍のために出陣した。
1861年、ミズーリ州軍にマクブライドの第7師団第2歩兵連隊が結成された。オレゴン郡住人はA、D、F、G中隊を立ち上げた。1861年8月10日、スプリングフィールド近くでおきたウィルソンズ・クリークの戦いでは勝利した。
1862年初期、ミズーリ州軍が解体され南軍の正規部隊が結成された。2月と3月、オレゴン郡住人は第4ミズーリ歩兵連隊のD中隊とI中隊に編入された。第4ミズーリ歩兵連隊はミシシッピ州に派遣され、1862年10月3日から4日にコリンスの戦いに参戦した。勇敢なオレゴン郡出身者も病気と戦闘で大きな損失を出し、1863年7月4日にビックスバーグの包囲戦で南軍が降伏したときは、他の3万名とともに降伏した。
1864年の晩冬と春、マシュー・G・ノーマン少佐が別の連隊の編成を始めた。これらの兵士はジェイムズ・H・トレイシー中佐の北アーカンソー部隊と合流し、ミズーリ騎兵隊のフリストー連隊を構成することになった。バージニア州ラッパハノック出身のエドワード・T・フリストー大佐はその部隊を率いて、1864年秋にスターリング・プライス将軍が行ったミズーリ侵略に参加したが成果を上げられなかった。
オレゴン郡住人が加わったその他の部隊としてはミズーリ騎兵隊のフリーマン連隊と、隣のリプリー郡から出た第15ミズーリ騎兵連隊があった。極少数の者が北軍に加わった。オレゴン郡は戦中に北軍の襲撃やゲリラ兵の残虐行為で大きな被害を受けた。

## 地理
アメリカ合衆国国勢調査局に拠れば、郡域全面積は791.59平方マイル (2,050.2 km2)であり、このうち陸地791.40平方マイル (2,049.7 km2)、水域は0.18平方マイル (0.47 km2)で水域率は0.02％である。

### 主要高規格道路
- アメリカ国道63号線
- アメリカ国道160号線
- ミズーリ州道19号線
- ミズーリ州道99号線
- ミズーリ州道142号線

### 隣接する郡
- シャノン郡 - 北
- カーター郡 - 北東
- リプリー郡 - 東
- ランドルフ郡 (アーカンソー州) - 南東
- シャープ郡 (アーカンソー州) - 南
- フルトン郡 (アーカンソー州) - 南西
- ハウェル郡 - 西

### 国立保護地域
- マーク・トウェイン国立の森（部分）

## 人口動態
以下は2000年の国勢調査による人口統計データである。
| 基礎データ - 人口: 10,344人 - 世帯数: 4,263 世帯 - 家族数: 3,018 家族 - 人口密度: 5人/km2（13人/mi2） - 住居数: 4,997軒 - 住居密度: 2軒/km2（6軒/mi2） 人種別人口構成 - 白人: 94.61% - アフリカン・アメリカン: 0.10% - ネイティブ・アメリカン: 2.88% - アジア人: 0.14% - 太平洋諸島系: 0.01% - その他の人種: 0.08% - 混血: 2.19% - ヒスパニック・ラテン系: 1.09% 先祖による構成 - アメリカ人：29.7％ - イギリス系：13.4％ - アイルランド系：13.1％ - ドイツ系：13.0％ 年齢別人口構成 - 18歳未満: 24.3% - 18-24歳: 7.0% - 25-44歳: 24.1% - 45-64歳: 26.5% - 65歳以上: 18.0% - 年齢の中央値: 41歳 - 性比（女性100人あたり男性の人口） - 総人口: 96.4 - 18歳以上: 92.8 | 世帯と家族（対世帯数） - 18歳未満の子供がいる: 29.3% - 結婚・同居している夫婦: 58.8% - 未婚・離婚・死別女性が世帯主: 8.4% - 非家族世帯: 29.2% - 単身世帯: 26.2% - 65歳以上の老人1人暮らし: 13.9% - 平均構成人数 - 世帯: 2.40人 - 家族: 2.86人 収入と家計 - 収入の中央値 - 世帯: 26,119米ドル - 家族: 31,637米ドル - 性別 - 男性: 22,304米ドル - 女性: 16,353米ドル - 人口1人あたり収入: 15,043米ドル - 貧困線以下 - 対人口: 22.0% - 対家族数: 16.3% - 18歳未満: 28.2% - 65歳以上: 20.0% |

## 教育
オレゴン郡の25歳以上の住民のうち、72.0％は高校卒以上の学歴を持ち、9.1％は学士以上の学位を持っている。

## 宗教
2000年宗教データアーカイブ協会郡別信徒報告書に拠れば、オレゴン郡は福音主義プロテスタントが最多数を占めるバイブル・ベルトにある。最も多い会派は南部バプテスト連盟の36.10％、続いてナショナル・アソシエーション・オブ・フリーウィル・バプテストの34.45％、チャーチズ・オブ・クライストの9.81％である。

## 都市と町
| - アルトン - 郡庁所在地 - バードリー - カウチ | - コシュコノング - マートル - トマスビル | - セイヤー |  |

## 政治

### 地方
オレゴン郡の地方レベルでは民主党が大半の政治を支配しており、郡の選挙で選ばれる役職を3人以外は独占している。

#### 国政
大統領選挙のレベルではかなり独立色の強い郡であるが、二大政党の接戦になることがある。2000年と2004年の大統領選挙では、ジョージ・W・ブッシュがオレゴン郡を制したが、その票差は他の田園部郡と比べて小さかった。1992年と1996年はビル・クリントンが共に制した。2008年の選挙では、州内の田園部にある郡と同様、バラク・オバマよりジョン・マケインを選んだ。
オレゴン郡は州内の田園部にある郡と同様、社会的にまた文化的に保守的である。2004年の州民投票では、結婚を男と女の結合として定義する州憲法改正案をオレゴン郡は87.09％という圧倒的多数で賛成した。州全体でも71％の賛成で可決し、ミズーリ州は同性結婚を禁止する最初の州になった。2006年の州民投票では、胚性幹細胞の研究を予算化し、合法化する憲法改正案が掛けられたが、オレゴン郡では56.78％が反対した。州全体では51%の賛成と辛うじて改正が成立し、胚性幹細胞の研究を最初に認めた州の1つになった。郡民は伝統的に社会問題に保守的であるが、最低賃金の増加のような人民主義的施策は支持する傾向にある。やはり2006年の州民投票で最低賃金を時間あたり6.50ドルに増やす命題については、オレゴン郡では73.14％が支持した。この命題は州内のどの郡でも支持され、75.94％が賛成した。 

#### 2008年大統領予備選挙
2008年の大統領予備選挙で、オレゴン郡は二大政党の候補者をどちらも州全体と全国で二位に終わった者を選んだ。民主党の予備選挙ではヒラリー・クリントンが1位となり、さらに共和党予備選挙で各候補に投じられた票数よりも多かった。